# مری سیمپسن (ویولنیست)

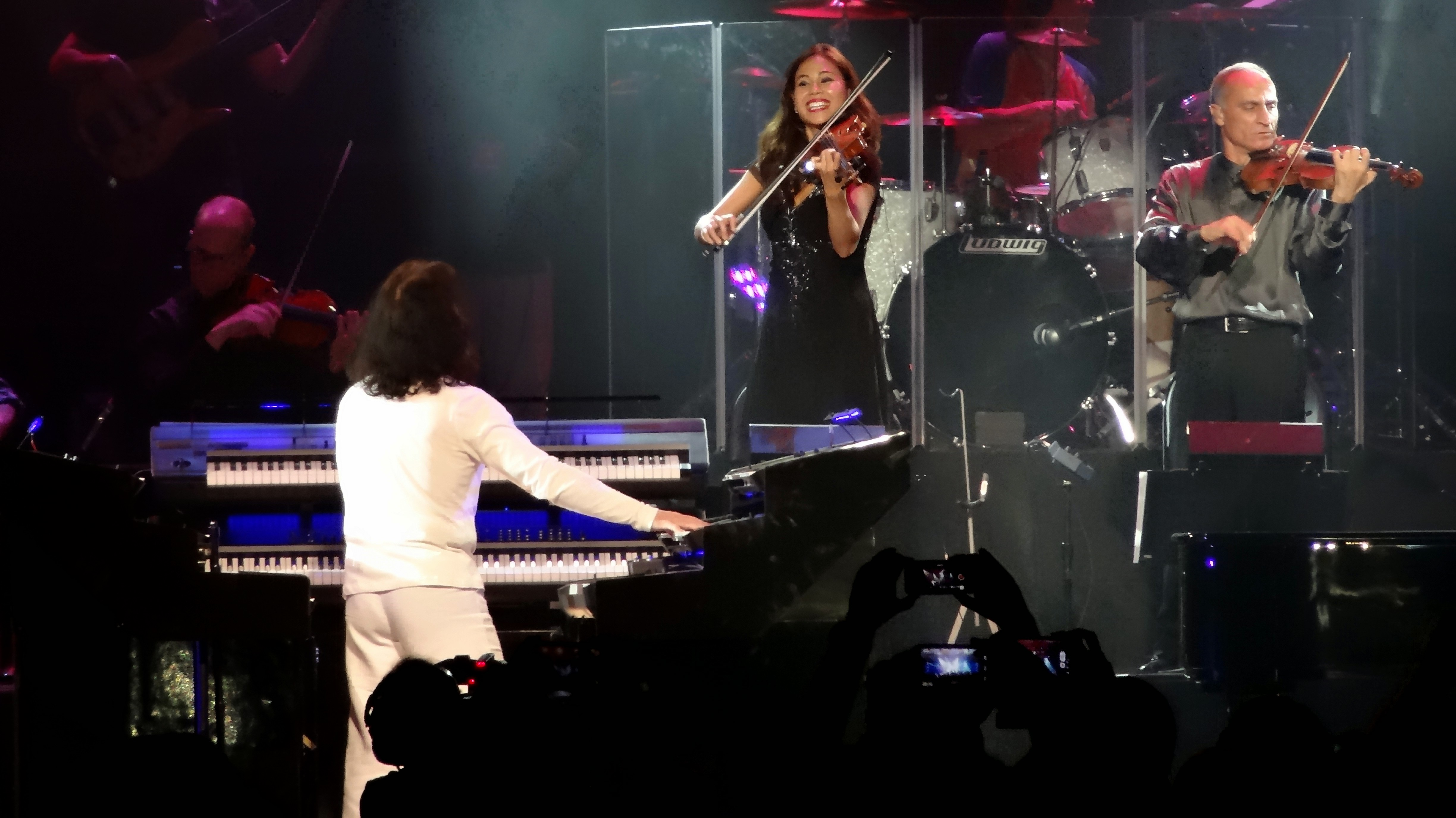
مری سیمپسِن و ساموئل یروینیان در بنگلور، کنسرت یانی، آوریل ۲۰۱۴

مِری اِلِن سیمپسِن (به انگلیسی: Mary Ellen Simpson) یک ویولنیست حرفه‌ای آمریکایی است که با یانی همکاری داشته‌است.